# Lanmeur
Lanmeur är en kommun i departementet Finistère i regionen Bretagne i västra Frankrike. Kommunen ligger i kantonen Lanmeur som tillhör arrondissementet Morlaix. År 2022 hade Lanmeur 2 367 invånare.

## Befolkningsutveckling
Antalet invånare i kommunen Lanmeur
Referens:INSEE